# Continental Divide National Scenic Trail
Continental Divide National Scenic Trail (Narodowy Szlak Widokowy Kontynentalnego Działu Wodnego), w skrócie Continental Divide Trail – pieszy szlak turystyczny w Stanach Zjednoczonych. Szlak został ustanowiony w 1978 roku decyzją Kongresu Stanów Zjednoczonych i włączony w Narodowy System Szlaków. Szlak ma planowaną długość 3100 mil (5000 km), z czego około 70% zostało ukończone do roku 2004. Szlak przebiega wzdłuż linii kontynentalnego działu wodnego i wiedzie przez pięć amerykańskich stanów, z południa na północ: Nowy Meksyk, Kolorado, Idaho, Wyoming i Montana. W Montanie szlak przebiega przez wierzchołek Triple Divide Peak, który rozdziela zlewiska Oceanu Atlantyckiego, Oceanu Spokojnego i Zatoki Hudsona.
Całkowite przejście szlaku pieszo zajmuje około 6 miesięcy i dokonuje tego zaledwie kilkanaście osób rocznie.